# Jami Rafati
Jami Rafati (* 26. April 1994 in Florenz) ist ein italienischer ehemaliger Fußballspieler auf der zentralen Mittelfeldposition. Er besitzt die italienische und die iranische Staatsbürgerschaft.

## Karriere
Jami Rafati spielte in der Jugend für West Ham United, ehe er im Jahr 2013 wieder in sein Geburtsland Italien zum CFC Genua wechselte. Da er sich dort bei den Profis nicht durchsetzen konnte, wechselte er 2014 für zwei Spielzeiten auf Leihbasis zum AS Livorno in die Serie B. Nach lediglich einem Einsatz über vier Minuten in zwei Jahren wechselte er zur ACR Messina, wo er jedoch ebenfalls nicht eingesetzt wurde, sodass sein Vertrag im Januar 2017 aufgelöst wurde. Nach einer vereinslosen Zeit schloss er sich der US Pistoiese an, wo er jedoch aufgrund einer Knieverletzung kein Spiel hat absolvieren konnte. Diese zwang ihn auch zur Beendigung seiner Karriereversuche.